# Plaatnummer

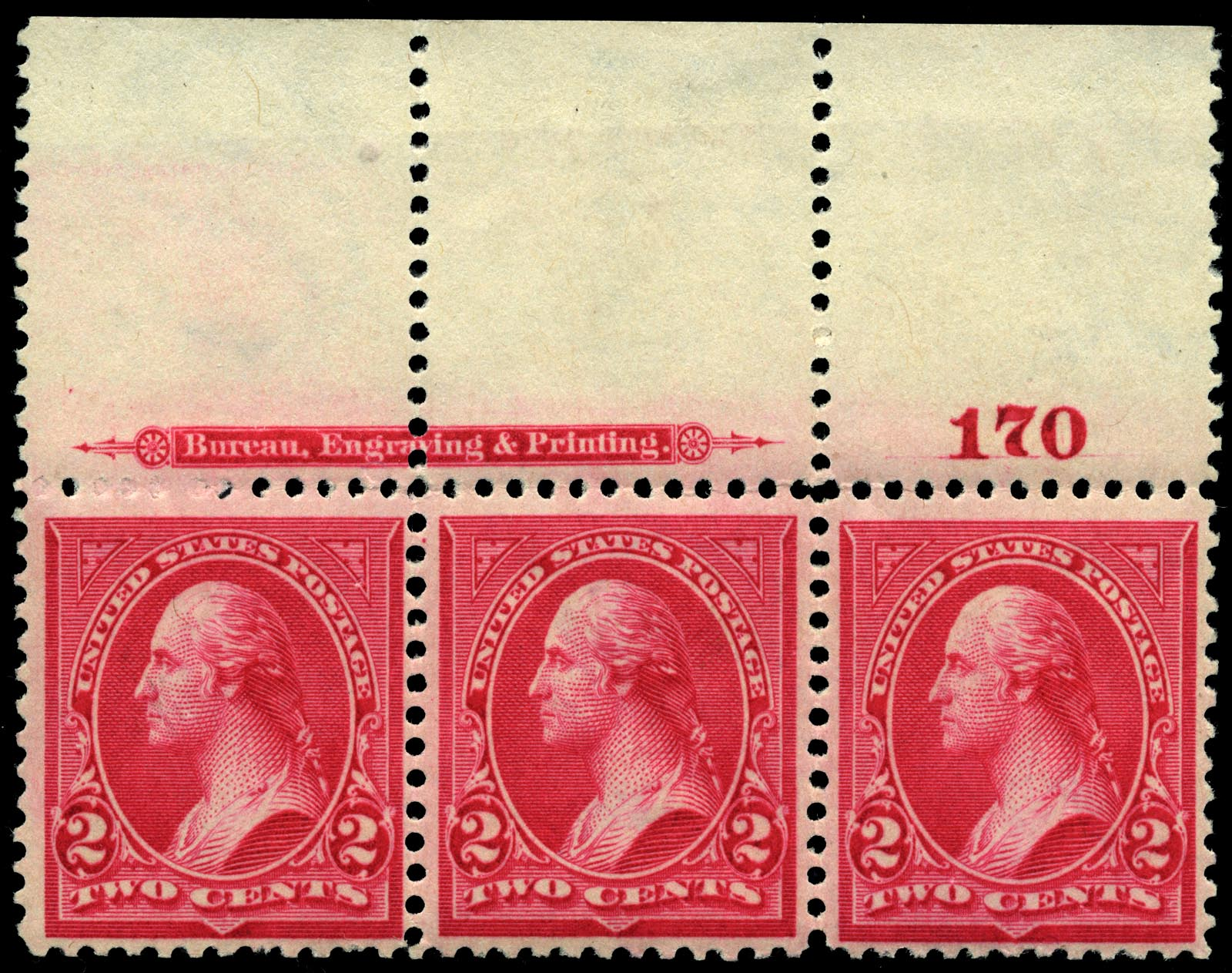
Plaatnummer

Een plaatnummer is een vermelding in de velrand van het nummer van de drukplaat welke is gebruikt om een vel postzegels te drukken. Plaatnummers worden verzameld met een of meer postzegels er aan vast, vaak blokken van vier.